# Brian Azzarello
 (novembre 2018).
Si vous disposez d'ouvrages ou d'articles de référence ou si vous connaissez des sites web de qualité traitant du thème abordé ici, merci de compléter l'article en donnant les références utiles à sa vérifiabilité et en les liant à la section « Notes et références ».
Brian Azzarello est un scénariste de comics américain né en 1962, à Cleveland dans l'Ohio.

## Biographie
Brian Azzarello a principalement travaillé avec le dessinateur argentin Eduardo Risso mais aussi ponctuellement avec de grands noms du comic book américains tel que Richard Corben ou Jim Lee, l'Anglais Steve Dillon ou l'Espagnol Jordi Bernet.
Il s'est lancé dans deux séries de longue haleine : 100 Bullets aux multiples ramifications, dessinée par Eduardo Risso depuis 1999 et prévue en 100 fascicules, et la série Loveless avec au dessin Marcelo Frusin dont il annonce faire une cinquantaine de fascicules.
L'œuvre que construit Brian Azzarello est faite de récits complexes, très durs et souvent très violents.
Brian Azzarello utilise abondamment les diversités des langues, il n'hésite pas à faire parler ses personnages dans différents argots ou jargon locaux où l'histoire se déroule.
Il a travaillé sur des personnages de séries emblématiques tel que Superman, Batman, Hellblazer/Constantine (personnage créé par Alan Moore), Luke Cage, Hulk ou même Spider-man.
Il vit avec l'auteur et illustratrice Jill Thompson.
Il a aussi travaillé sur l'histoire du futur jeu vidéo tiré de sa série phare 100 Bullets à paraître courant 2007.
Il a également collaboré avec le dessinateur Lee Bermejo sur plusieurs romans graphiques : Superman - Lex luthor, Batman/Deathblow et Batman/Joker.

## Publications

### Traduction française

#### Albums/Séries
- Jonny Double (dessin de Eduardo Risso) (éditions Le Téméraire, 1999) mini-série de quatre n° 
  - Tome 1 : Deux doigts de rabais (série complète)
- Hellblazer (éditions Toth)
  - Tome 1 : Hard Times (dessin de Richard Corben) (n°146 à 150) (2002)
  - Tome 2 : Good Intentions (dessin de Marcelo Frusin) (n°151 à 156) (2004)
  - Tome 3 : Freezes Over (issues 157 à 163)
Contient les histoires :
    - …And Buried ? (dessin de Steve Dillon) (n°157)
    - …Freezes Over (dessin de Marcelo Frusin) (n°158 à 161)
    - Lapdogs And Englishmen (dessin de Guy Davis) (n°162 et 163)
- Hulk 2 : Banner (dessin de Richard Corben) (Marvel France, collection 100 % Marvel, 2002)
- Cage 2 : Mafia blues (dessin de Richard Corben) (Marvel France, collection Max) (2003)
- Superman : Lex Luthor (Man Of Steel) (dessin de Lee Bermejo) (Panini Comics, collection DC Icons) (2006)
- Batman : Deathblow (dessin de Lee Bermejo) (Panini Comics, collection DC Icons) (2009)
- Joker : Batman - Joker (dessin de Lee Bermejo) (Panini Comics, collection DC Icons) (2009)
- Loveless : t.1 : retour au bercail (dessin de Marcelo Frusin) (Panini Comics, collection Vertigo) (2008) Cette série a été abandonnée par Panini comics au vu des faibles ventes.
- 100 Bullets (dessin de Eduardo Risso) maxi-série prévue en cent n° (entre 18 et 20 tomes pour la VF)

Éditions en cours (Panini) :
- Tome 1 : Première salve (2009) (n°001 à 005) - réédition du 1er tome sorti chez Semic en août 2003
- Tome 2 : Le marchand de glace (2009) (n°006 à 010) - réédition du 2e tome sorti chez Semic en avril 2004
- Tome 3 : Parlez Kung vous (2007) (n°011 à 014)
- Tome 4 : Dos rond pour le daron (2007) (n°015 à 019)
- Tome 5 : Le Blues du Prince Rouge (2008) (n°020 à 025)
- Tome 6 : ¡Contrabandolero! (2008) (n°026 à 030)
- Tome 7 : Cent balles pour un privé (2009) (n°031 à 036)
- Tome 8 : Le bal des marionnettes (2009) (n° 037 à 042)
- Tome 9 : Un frisson dans la jungle (2010)
- Tome 10 : Il était une fois le Trust (2010)

#### Histoires courtes en fascicules
- À bout portant t. 1 : Premier Sang (dessin Eduardo Risso), Soleil, 2011  (ISBN 2-84565-138-4)[1].
- Chaîne alimentaire (dessin Eduardo Risso) parue dans Lanfeust Mag Hors Série n° 2 (2004)
- Batman : Broken City (dessin de Eduardo Risso) (Semic fascicules Batman n°9 à 12 entre 2004 et 2005)
- Spider-Man 10 : The Last Shoot (coscénariste Raven et dessin de Giuseppe Camuncoli) (Marvel France, Spider-Man Hors Série n° 10)
- Superman : For Tomorrow (dessin de Jim Lee) (parue dans les fascicules Superman Semic n°8 à 11 et Superman Marvel France n°1 à 5 entre 2004 et 2005)

### En version originale

#### Albums/Séries

##### Comico éditions
- Primer (dessin de Vincent Proce) (1996)

##### DC Comics collectionVertigo
- Jonny Double (dessin Eduardo Risso) (fini 1998) 
  - Tome 1 : Two-Finger Discount
- 100 Bullets (dessin de Eduardo Risso) (en cours depuis 1999) maxi série prévue en cent n°
  - Tome 1 : First Shot, Last Call (janvier 2000)
  - Tome 2 : Split Second Chance (février 2001)
  - Tome 3 : Hang Up on the Hang Low (décembre 2001)
  - Tome 4 : A Foregone Tomorrow (juin 2002)
  - Tome 5 : The Counterfifth Detective (mars 2003)
  - Tome 6 : Six Feet Under the Gun (septembre 2003)
  - Tome 7 : Samurai (juillet 2004)
  - Tome 8 : The Hard Way (juillet 2005)
  - Tome 9 : Strychnine Lives (avril 2006)
  - Tome 10 : Decayed (décembre 2006)
  - Tome 11 : Once Upon a Crime (août 2007)
  - Tome 12 : Dirty (septembre 2008)
  - Tome 13 : Wilt (juillet en 2009)
- Hellblazer (de 2000 à 2002)
  - Tome Hard Times (dessin de Richard Corben) (n°146 à 150) (2002)
  - Tome Good Intentions (dessin de Marcelo Frusin) (n°151 à 156) (2004)
  - Tome Freezes Over (issues 157 à 163)
Contient les histoires :
    - ...And Buried ? (dessin de Steve Dillon) (n°157)
    - ...Freezes Over (dessin de Marcelo Frusin) (n°158 à 161)
    - Lapdogs And Englishmen (dessin de Guy Davis) (n°162 et 163)

  - Tome Highwater (issues 164 à 174)
Contient les histoires :
    - Highwater (dessin de Marcelo Frusin) (n°164 à 167)
    - A Fresh Coat of Red Paint (dessin de Giuseppe Camuncoli) (n°168)
    - Chasing Demons (dessin de Giuseppe Camuncoli) (n°169)
    - Ashes and Dust (dessin de Marcelo Frusin) (n°170 à 174)
- El Diablo (dessin de Danijel Zezelj) (fin 2001) (mini-séries de quatre n°)
- Loveless (dessin de Marcelo Frusin) (en cours depuis 2005) (maxi-série prévue en une cinquantaine de n°)
  - Tome 1 : A Kin of Homecoming (n°1 à 5)
  - Tome 2 : Thicker than Blackwater (n° 6 à 12) (mars 2007)

##### DC Comics collectionWildstorm
- Deathblow (dessin de Carlos D'Anda) (débutée en 2006)

##### DC Comics
- Sgt. Rock 1 : Between Hell and a Hard Place (dessin de Joe Kubert) (2003)
- Batman/Deathblow : After the fire (dessin de Lee Bermejo) (mini-série de trois n° en 2003)
- Batman : Broken City (dessin de Eduardo Risso) (n°620 à 625 entre 2003 et 2004)
- Superman : For Tomorrow (dessin de Jim Lee) (n°204 à 215 entre 2004 et 2005)
- Lex Luthor : Man of Steel (dessin de Lee Bermejo) (mini-séries de quatre n° en 2005)

##### Marvel
- Banner (dessin de Richard Corben) (mini-séries en quatre n° en 2001)
- Cage (dessin de Richard Corben) (mini-séries en cinq n° en 2002)
- Spider-Man's Tangled Web 14 : The Last Shoot (coscénariste Raven et dessin de Giuseppe Camuncoli) (2002)

#### Histoires courtes dans des recueils

##### DC Comics collectionVertigo
- Weird War Tales 1 : histoire Ares (dessin de James Romberger) (1997)
- Gangland 1 : histoire Clean House (dessin de Tim Bradstreet) (8 pages en 1998)
- Heartthrobs 2 : histoire The Other Side of Town (dessin de Tim Bradstreet) (1999)
- Strange Adventures 4 : histoire Native Tongue (dessin d'Esad Ribić) (1999)
- Vertigo Secret Files : Hellblazer 1 : histoire One Story (dessin de Dave Taylor)(2000)
- Flinch 2 : histoire Food Chain (dessin d'Eduardo Risso) (1999)
- Flinch 10 : histoire Last Call (dessin de Danijel Zezelj) (2000)
- Flinch 13 : histoire The Shaft (dessin de Javier Pulido) (2000)
- Winter's Edge 3 : 100 Bullets  : histoire Silencer Night(dessin d'Eduardo Risso) (2000)

##### DC Comics collectionWildstorm
- Wildstorm Summer Special Zealot : histoire Apple Read (dessin de Brian Stelfreeze) (2001)

##### DC Comics
- Batman : Gotham Knights n°8 : histoire Batman Black & White (dessin d'Eduardo Risso) (8 pages en 2000)
- 9-11 - The World's Finest Comic Book Writers & Artists Tell Stories to Remember n°2 : America's Pastime (dessins d'Eduardo Risso) (2002)
- Batman : Gotham Knights n°35 : histoire Cornered (dessin d'Jim Mahfood) (2003)
- JSA All-Stars 6 : histoire Blind Spot (dessin d'Eduardo Risso) (6 pages en 2003)
- DC Comics Presents : Green Lantern 1 : histoire Penny for Your Thoughts, Dollar For Your Destiny (dessin de Norm Breyfogle) (2004)
- Solo n°1 : Low Card in the Hole(dessin de Tim Sale)
- Solo n°6 : Poison (dessin de Jordi Bernet) (2005)
- Tales of the Unexpected : back-up stories (dessin de Cliff Chiang) (n°1 à 6 de 2006 à 2007)

## Récompenses
- 2001 : Prix Eisner de la meilleure histoire à suivre pour « Hang Up on the Hang Low », dans 100 Bullets n°15-18 (avec Eduardo Risso)
- 2002 : 
  - Prix Eisner de la meilleure série pour 100 Bullets (avec Eduardo Risso)
  - Prix Harvey de la meilleure série limitée (avec Eduardo Risso) et du meilleur scénariste pour 100 Bullets
  -  Prix Micheluzzi de la meilleure série étrangère pour 100 Bullets (avec Eduardo Risso)
- 2004 : Prix Eisner de la meilleure série pour 100 Bullets (avec Eduardo Risso)